# 犯罪软件
犯罪软件（Crimeware）是对基于因特网的一类新型攻击的总称，与此前黑客攻击手段不同的是，这种攻击的主要目的是实施经济犯罪或者窃取机密信息。